# Félix du Temple
Félix du Temple de la Croix (*Lorris, Francia, 18 de julio de 1823 –† París, Francia, 3 de noviembre de 1890), más conocido como Félix du Temple, fue un oficial francés de la marina, y también inventor, nacido en el seno de una antigua familia Normanda. Él desarrolló algunas de las primeras máquinas voladoras, y en ocasiones se le atribuye la realización del primer vuelo a motor de la historia, en 1874, 23 años antes que el vuelo de los Hermanos Wright en 1903. Fue contemporáneo de Jean-Marie Le Bris, otro pionero de la aviación, que desarrolló toda su actividad en la misma región de Francia.
Félix du Temple ingresó en la escuela naval francesa en 1838. Participó en muchos de los conflictos  que ocurrieron durante el Segundo Imperio Francés, especialmente en la Guerra de Crimea, la intervención en Italia contra Austria, y en la Segunda Intervención Francesa en México. Con 41 años, regresó a Francia como Capitán, y se alistó en la Armée de la Loire. 

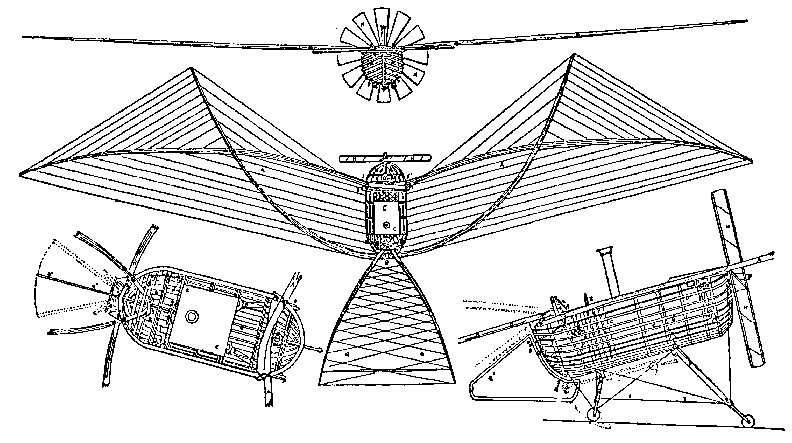
Dibujos de la máquina voladora patentada en 1857 por Félix du Temple.

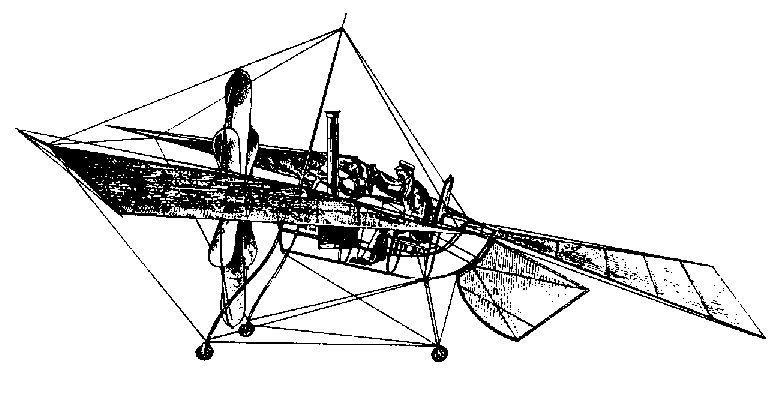
El Monoplane, planeador de Félix du Temple.

En 1857 patentó los diseños de una máquina aérea que incorporaba un tren de aterrizaje replegable, una hélice, un motor de 6 cv y alas en conformación diédrica, bajo el nombre de Locomotion aérienne par imitation du vol des oiseaux (que significa Locomoción aérea para la imitación del vuelo de los pájaros).
Construyó varios modelos junto a su hermano Luis. Uno de ellos, con un peso de 700 gramos, era capaz de volar, primero usando el mecanismo de un reloj como motor, y después usando un motor de vapor en miniatura. Los dos hermanos se propusieron conseguir que sus modelos despegaran por sus propios medios, volaran una corta distancia, y pudieran aterrizar de manera segura.
Félix y su hermano aspiraban a construir un prototipo capaz de elevar a una persona, pero los motores de vapor no proporcionaban la suficiente potencia y además pesaban demasiado. En 1867 desarrollaron un motor de aire caliente, que tampoco fue satisfactorio.
En 1874 los dos hermanos construyeron un planeador al que denominaron Monoplane, de gran tamaño y fabricado de aluminio. Tenía una envergadura de 13 metros y un peso de 80 kilos, sin incluir al piloto. Realizaron varias pruebas, y al parecer consiguió despegar gracias a una rampa, y lograr después un aterrizaje seguro, realizando el primer vuelo autopropulsado de la historia, aunque fuera durante un breve espacio de tiempo y la distancia recorrida fuera escasa. 
El aparato se mostró en la Exposición Universal de 1878 en París.